# Le Sappey-en-Chartreuse
Le Sappey-en-Chartreuse är en kommun i departementet Isère i regionen Auvergne-Rhône-Alpes i sydöstra Frankrike. Kommunen ligger i kantonen Meylan som tillhör arrondissementet Grenoble. År 2022 hade Le Sappey-en-Chartreuse 1 154 invånare.

## Befolkningsutveckling
Antalet invånare i kommunen Le Sappey-en-Chartreuse
Referens:INSEE